# Abaxisotima brevifissa
Abaxisotima brevifissa är en insektsart som först beskrevs av Wang, Yuwen och Xiangwei Liu 1996.  Abaxisotima brevifissa ingår i släktet Abaxisotima och familjen vårtbitare. Inga underarter finns listade i Catalogue of Life.